# Ivan Lioudnikov
Ivan Illitch Lioudnikov (en russe : Иван Ильич Людников) est un général soviétique, né le 8 octobre 1902 à Krivaïa Kossa (en) (oblast de l'armée du Don, Empire russe) et mort le 22 avril 1976 à Moscou (URSS).
De 1941 à 1945, il prend part à la Grande Guerre patriotique qu'il termine avec le grade de colonel général. Il s'est notamment illustré à la bataille de Stalingrad.

## Biographie

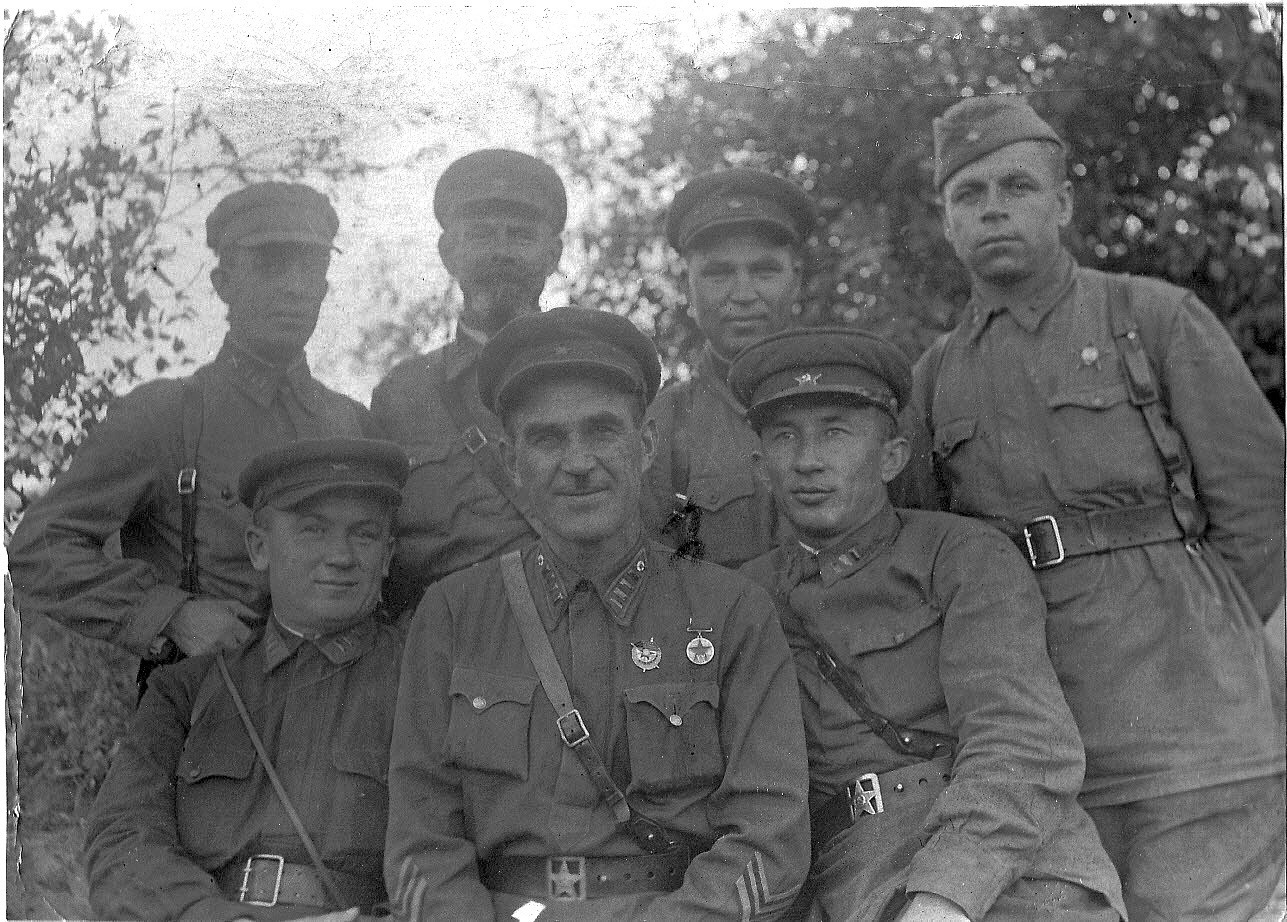
L'état-major de la de fusiliers (été 1942 à Stalingrad). De gauche à droite, au premier rang : le chef d’état-major V. I. Tchouba, le général commandant la division I. Lioudnikov, le haut-commissaire N. I. Titov. Au second rang, le premier à gauche, Sergueï Iakovlevitch, commandant l’artillerie.

Lioudnikov commande la 138e division de fusiliers (en) qui se bat dans la ville de Stalingrad en octobre-novembre 1942. Au plus fort de l'avance allemande, la division est séparée du reste de la 62e armée, et se trouve isolée dans un rectangle de 700 sur 400 m, entre l'usine Barricady et la Volga.
Du juin 1944 à mai 1947, il commande la 39e armée.